# 埃斯帕朗
埃斯帕朗（法語：Espalem）是法国上卢瓦尔省的一个市镇，位于该省西北部，属于布里乌德区。该市镇总面积14.62平方公里，2009年时的人口为276人。

## 人口
埃斯帕朗人口变化图示